# Hilperton
 (septembre 2023).
Hilperton est une paroisse civile et un village du Wiltshire, en Angleterre.